# Джеральдін Мері Гармсворт
Джеральдіна Мері Гармсворт (англ. Geraldine Mary Harmsworth, 24 грудня 1838 – 29 серпня 1925) була ірландським матріархом.

## Раннє життя
Джеральдін Мері Гармсворт народилася Джеральдін Мері Маффетт у Дубліні 24 грудня 1838 року. Її батьками були Вільям і Маргарет Маффетт (уроджена Фінлейсон). У неї було 7 братів і сестер і 3 зведених брата і сестри від першого шлюбу її батька з Маргарет Крукс. Двоє її братів приєдналися до британської армії. Її батько був земельним агентом, і сім'я жила на Пембрук Плейс, 27 (пізніше Пемброк Роуд), Дублін. У молодому віці Мері була талановитою співачкою та піаністкою, яка, очевидно, могла запам’ятати опери, які вона чула у виконанні в Дубліні. Її виховували німецькі та французькі гувернантки. Пізніше сім'я переїхала в будинок під назвою Свята Єлена, Фінглас. Саме тут вона зустріла свого майбутнього чоловіка Альфреда Гармсворта в 1862 році. Її батько схвалив сватання, і вона вирішила, що її новий чоловік стане адвокатом. Вони одружилися 22 вересня 1864 року в церкві Святого Стефана в Дубліні.

## Сім'я
До моменту їхнього одруження Альфред був студентом Мідл Темпл і навчався на ірландську адвокатуру. Їх перші двоє дітей народилися в Дубліні. Гармсворт вирішила, що сім'я має переїхати до Лондона, і це було прискорено чутками про те, що її чоловік потенційно став мішенню феніанців. Спочатку вони жили у родичів у Дубліні, Арма та Белфасті, а в березні 1867 року виїхали до Лондона. Її чоловік сильно пив, але його викликали до англійських та ірландських барів, і він заснував дискусійний клуб Sylvan. Його алкоголізм залишив зростаючу сім'ю в скрутному становищі, і сім'я переїхала в низку дешевих і дешевших будинків на півночі Лондона. Гармсворт не була навчена бути домогосподаркою, і їй було важко підтримувати свої будинки. Їхні діти носили старий одяг, на ніч вона загортала їх у газети, щоб зігріти, а коли були немовлятами, діти спали в ящику. Час від часу вона тікала з дому, щоб брати участь у публічних літературних читаннях.
У пари було 14 дітей, троє з яких померли в дитинстві.
- Альфред Чарльз Вільям (1865–1922)
- Джеральдін Аделаїда Гамільтон (1866–1945) мати Сесіла Гармсворта Кінга, дружина сера Лукаса Вайта Кінга
- Гарольд Сідні (1868–1940)
- Сесіл Бішопп (1869–1948)
- Роберт Лестер (1870–1937)
- Гільдебранд Обрі (1872–1929)
- Вайолет Грейс (1873–1961)
- Чарльз Гармондсворт (1874–1942)
- Вільям Альберт Сент-Джон (1876–1933)
- Мод Сара (1877–1878)
- Крістабель Роуз (1880–1967), мати Крістабель Біленберг
- Вів’ян Джордж (1881–1957)
- Мюріель (1882–1882)
- Гаррі Стенлі Гіффард (1885–1887)[3][4].

Її чоловік помер від цирозу печінки в 1889 році. Хармсворт залишилася відданою пам'яті свого чоловіка. Вона та її син Альфред були дуже близькі, дехто вважав, що ці стосунки нефункціонально інтенсивні. Він був сповнений рішучості підтримати свою матір, і разом зі своїми братами він увійшов у газетний бізнес. Він купив Гармсворту будинок спочатку в Мейда-Вейл, потім на Камберленд Плейс, 2, Мармурова Арка, і, нарешті, Пойнтерс-Холл в Тоттерідж . Він дав їй стипендію у розмірі 6000 фунтів на рік. Вона тримала свої домівки добре укомплектованими та звільняла від алкоголю. Зі своїм сином Альфредом і його дружиною Гармсворт приймав у Білому домі президент Теодор Рузвельт, який був вражений нею. Під час цього візиту вона відмовилася відвідати могилу Джорджа Вашингтона, заявивши, що «не буде віддавати данину пам'яті повстанцю».